# Bertolfo
Bertolfo  è un nome proprio di persona italiano maschile. 

## Varianti
- Maschili: Bertulfo, Pertolfo
- Femminili: Bertolfa[1], Bertulfa

### Varianti in altre lingue
- Catalano: Bertulf[2]
- Germanico: Perahtolf[3], Berhtolf[3], Bertulf[3], Bertolf[3], Pertolf[3]
- Spagnolo: Bertulfo[2]

## Origine e diffusione
Nome di origine germanica, è composto dagli elementi berht ("famoso", "illustre", "brillante") e vulf (o wulfa, "lupo"); il significato complessivo può essere interpretato come "lupo famoso", e in senso lato "guerriero famoso".
La sua diffusione, peraltro scarsissima, è legata unicamente al culto verso il santo abate di Bobbio così chiamato.

## Onomastico
L'onomastico si può festeggiare il 19 agosto in ricordo di san Bertolfo, monaco a Luxeuil e poi abate di Bobbio. Un altro san Bertolfo, abate presso Renty, è festeggiato il 5 febbraio.

## Persone
- Bertolfo, abate e santo belga

### Variante Bertulfo
- Bertulfo di Bobbio, monaco, abate, missionario e santo francese